# Зцілення у краї генезаретському

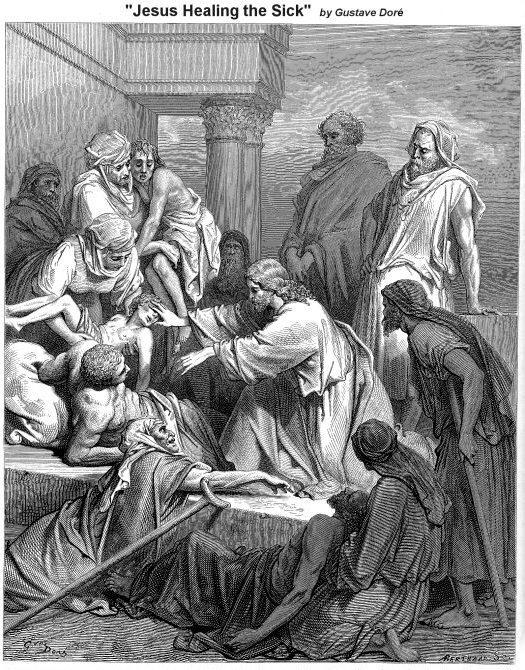
Ісус зціляє. Гюстав Доре.

Зцілення у краї генезаретському — євангельська подія, одно з чудес Ісуса Христа описана у Євангелії від Матвія і Євангелії від Марка: Мт. 14:34-36, Мк. 6:53-56.

## Подія
Згідно з євангельською розповіддю, одразу після ходіння Ісуса по воді, човен із Ісусом і учнями причалив у Генезаретській землі — близько 3 км на південь від Капернаума. Капернаум правдоподібно оминули, щоби запобігти гучним і небезпечним маніфестаціям після чуда першого помноження хлібів. Але Ісусів прихід був помічений і почали приносити хворих з близьких місць:
Історик першого століття Йосиф Флавій називає Генезаретську землю дуже багатою землею. Місто Геннесарет було, можливо, на півдорозі між Капернаумом та Магдалою